# Нелінійні коливання
«Нелінійні коливання» — міжнародний математичний журнал. Видається  Інститутом математики НАН України з 1998 року. Видавником повної англомовної версії є компанія Springer Verlag. Протягом 2002—2012 це був журнал Nonlinear Oscillations. Із 2013 року всі статті перевидаються англійською мовою в окремих випусках Journal of Mathematical Sciences.
Журнал виходить щорічно, кожен том складається з 4 номерів. Імпакт-фактор журналу за 2013—2014 роки — 0,279. Імпакт-фактор журналу за 5 років  — 0,231.

## Основна тематика
- Теорія багаточастотних коливань та нелінійна механіка
- Теорія інтегральних многовидів
- Асимптотичні, ітеративні та інші наближені методи розв'язування  диференціальних рівнянь
- Якісні методи дослідження розв'язків диференціальних рівнянь
- Теорія диференціальних рівнянь із перетвореним аргументом
- Теорія диференціальних рівнянь з імпульсами та випадковими збуреннями
- Теорія крайових задач для звичайних та функціонально-диференціальних рівнянь
- Застосування теорії диференціальних рівнянь в математичних моделях реальних фізичних, біологічних та інших процесів

## Редакція
- А. М. Самойленко (головний редактор),
- О. А. Бойчук (заступник головного редактора),
- А. М. Ронто (виконавчий редактор),
- Члени редколегії: R. P. Agarwal[en], Leon Ong Chua[en], M. Fabrizio, J. Mawhin, K. J. Palmer, M. Rontó, G. R. Sell, M. Tvrdý, Yong Zhou, Ф. А. Алієв, І. Т. Кігурадзе, І. О. Луковський, В. Л. Макаров, А. А. Мартинюк, М. О. Перестюк, Р. І. Петришин, В. О. Плісс, А. K. Прикарпатський, М. Х. Розов, В. Г. Самойленко, В. І. Ткаченко, С. І. Трофімчук.